# Shelley Harland
Shelley Harland (* ? Croydon, Surrey) je britská zpěvačka. Nejprve byla členkou projektu Phoelar, ve kterém ji doprovázel australský hudebník Andrew Wright. Své první album nazvané Salt Box Lane vydala jen jako Harland v roce 2003. V roce 2009 vydala album Red Leaf. Během své kariéry spolupracovala s mnoha hudebníky, mezi které patří John Cale, Ferry Corsten, Larry Klein nebo Elvis Costello.